# فوكس إنتراكتيف
فوكس إنتراكتيف (بالإنجليزية: Fox Interactive)‏ ، هي شركة تطوير لعبة فيديو أمريكية أسست سنة 1994م وأعلنت حلها سنة 2006م، حيث أنتجت عدة ألعاب فيديو وأشهرها سلاسل لعبة آللاين وبريداتور 2 وعائلة شمشون، كانت مقرها في مدينة لوس أنجلوس بولاية كاليفورنيا الأمريكية.